# San Lorenzo (Porto Rico)
Pour les articles homonymes, voir San Lorenzo.
San Lorenzo est une municipalité de l'île de Porto Rico (code international : PR.SL) qui s'étend sur 139 km2 et regroupe 40 997 habitants (au 31 décembre 2006).

## Géographie
La partie ouest du territoire de la municipalité est couverte par le massif montagneux de la sierra de Cayey, l'extension sud-orientale de la cordillère Centrale.

## Administration

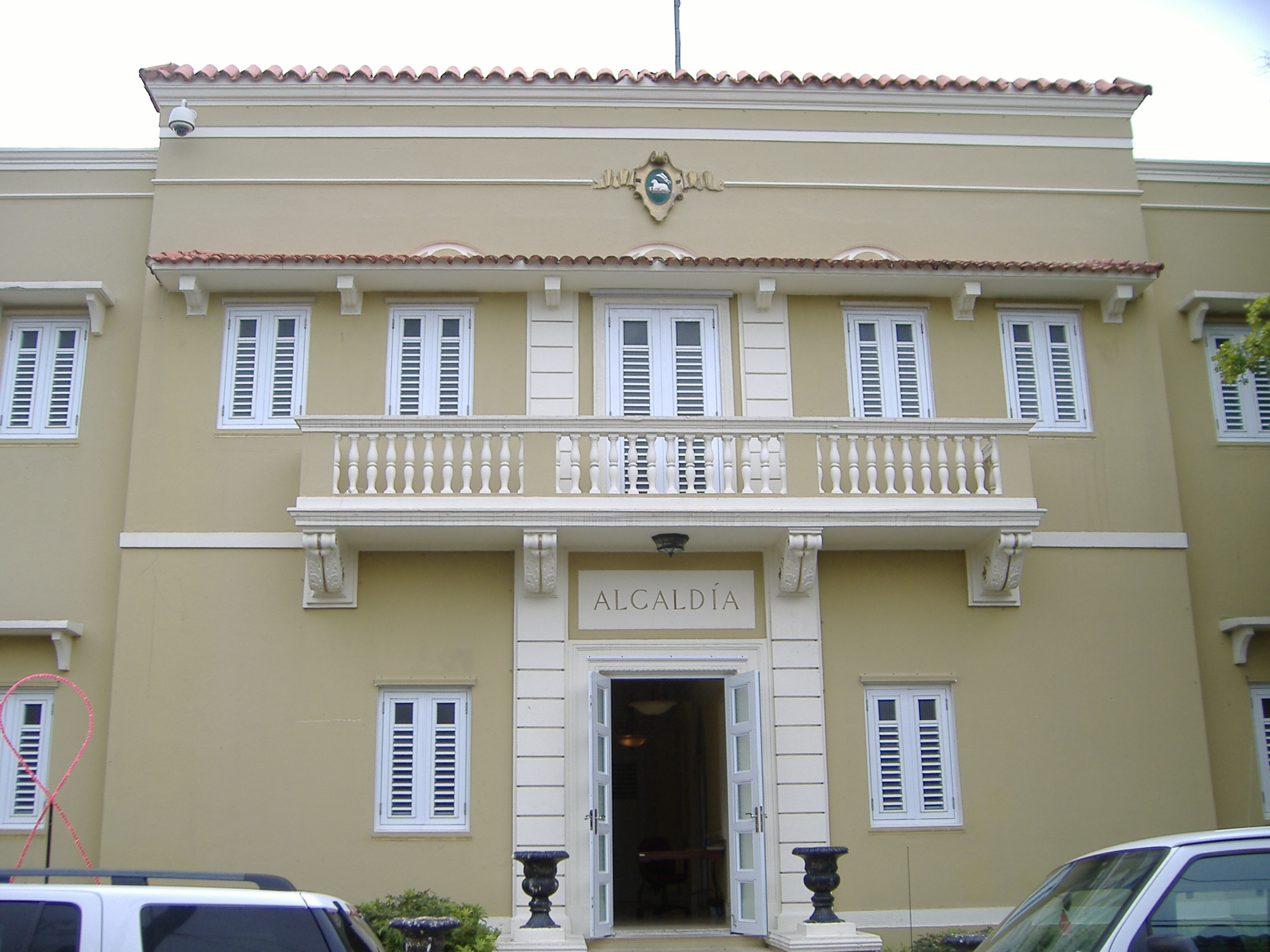
Mairie de San Lorenzo.